# Гурриаран, Хосе Антонио
Хосе Антонио Гурриаран (род. 7 июля 1938 года, Вальдеоррас, Оренсе, Испания — 31 марта 2019 года, Мадрид, Испания) — испанский журналист и помощник директора газеты «Pueblo». Был основателем испанской радиостанции «Canal Sur».

## Биография
Гурриаран родился 7 июля 1938 года в Вальдеоррасе (Оренсе). В 1964 году он получил степень по журналистике в Официальной школе Мадрида. Он также изучал право. 
Работал в агентстве «Hispania Press», «El Alcázar» и журнале «Semana». С 1967 года он работал редактором и режиссёром в различных периодических изданиях, включая «El Diario montañés», «Arriba»,  «Revista de Geografía Universal» и «Free Lance'e International». 
Будучи случайно раненым во время нападения Армянской Секретной Армии Освобождение Армении (АСАЛА) в Мадриде 29 декабря 1980 года, он заинтересовался целями группы, а также нашёл и взял интервью у членов АСАЛА.
В 1982 году была опубликована его книга «La Bomba» (Бомба) в поддержку армянского дела. Она была переиздана несколько раз, в том числе в переводе на английский и армянский языки. В 1983 году он получил награду Мариано Хосе де Ларра от Национальной прессы. 
В октябре 1984 года он стал генеральным секретарём информационных служб испанского телевидения. 
В 2006 году он был избран вице-президентом Международного пресс-клуба Мадрида, а затем стал президентом. В 2015 году AGBU и Армянская культурная ассоциация Барселоны (ACAB) вручили Гурриарану премию Гарбиса Папазяна для неармянских интеллектуалов, которые работают для повышения осведомлённости об истории и культуры Армении. 
Хосе Антонио Гурриаран умер в Мадриде в возрасте 80 лет. «Гуриарран отправился на небеса праведников ...», - писал французский режиссер Робер Гедигян, который снял фильм «История сумасшедшего» по книгам Гурриарана.

## La Bomba
29 декабря 1980 года Гурриаран вышел из здания газеты «Пуэбло» («Люди») и вошёл в телефонную будку, чтобы поговорить со своей женой. Вечером они хотели пойти посмотреть фильм Вуди Аллена, а затем поужинать в ресторане. Это был конец года. Когда он положил гарнитуру, две бомбы взорвались в соседнем штабе авиакомпаний Swissair и TWA . Девять человек получили ранения, включая его. 
Как только он был выписан из больницы, Гурриаран захотел узнать, кто совершил это нападение. Ещё в больнице, где он изо всех сил пытался спасти обе ноги, он начал читать книги и материалы о деле и истории армян. 
Сочетая восстановление терапии с подробным изучением нации Армении, в 1982 году он нашёл и встретился с лидерами АСАЛА в Ливане. Бойцы прикрывали свои лица балаклавами и на протяжении всего дня не убирали автомат Калашникова из своих рук. Испанский журналист, опирающийся на свою трость, подарил руководителю армянской группы книгу Мартина Лютера Кинга, чтобы подумать о выбранном ими пути. 
Вскоре после инцидента, «La Bomba» была выпущена, это передало личный опыт испанского журналиста и трагическую историю выживания целой нации.

## Книги
- ¿Caerá Allende? (1973)
- Evasion, the Spanish Papillon (1974)
- La Bomba (1982)
- Chile: the decline of the general (1989)
- The guide Lisbon, an unforgettable city (1998)
- El Rey en Estoril (2000)
- Armenians (2008)